# SourceWatch
SourceWatch (býval nazývaný Disinfopedia) je projekt několika sdružení, mimo jiné Center for Media and Democracy, který využívá softwaru MediaWiki, stejně jako Wikipedie. Působí od ledna 2003.
Zaměřuje se na informace z pozadí PR (public relations). Je zaměřen především na americké subjekty, z nichž některé však mají vliv i v České republice (např. Freedom House, George Soros, scientologie). Existuje jen v angličtině. 